# Richmond (Indiana)
Richmond is een plaats (city) in de Amerikaanse staat Indiana, en valt bestuurlijk gezien onder Wayne County.

## Demografie
Bij de volkstelling in 2000 werd het aantal inwoners vastgesteld op 39.124.
In 2006 is het aantal inwoners door het United States Census Bureau geschat op 37.371, een daling van 1753 (-4.5%).

## Geografie
Volgens het United States Census Bureau beslaat de plaats een oppervlakte van
60,3 km², waarvan 60,1 km² land en 0,2 km² water. Richmond ligt op ongeveer 299 m boven zeeniveau.

## Plaatsen in de nabije omgeving
De onderstaande figuur toont nabijgelegen plaatsen in een straal van 16 km rond Richmond.

## Geboren
- Ned Rorem (1923-2022), componist en schrijver
- Desmond Bane (1998), basketballer